# Omen (film 2003)
Omen (thailandese: สังหรณ์, Sanghorn/Sung horn) è un film thriller/horror thailandese del 2003 diretto da Thammarak Kamuttmanoch e scritto dai fratelli Pang. Sono protagonisti Kawee Tanjararak (Beam), Panrawat Kittikorncharoen (Big) e Worrawech Danuwong (Dan), membri di una boyband molto popolare al tempo, i D2B; i loro personaggi condividono lo stesso soprannome dei loro attori.

## Trama
Big, Dan e Beam, amici da una vita, di punto in bianco entrano a contatto con tre persone che mai hanno conosciuto: un'anziana donna che predice profezie, una ragazzina che vende ghirlande per le strade ed una giovane donna, Aom. Quello di cui non si rendono conto è che le tre donne sono correlate non solo tra loro, ma anche con i ragazzi stessi e i loro destini; le vicende cominciano a farsi serie quando uno di loro, senza specificare chi, viene predestinato alla morte.